# 小淵の渡し

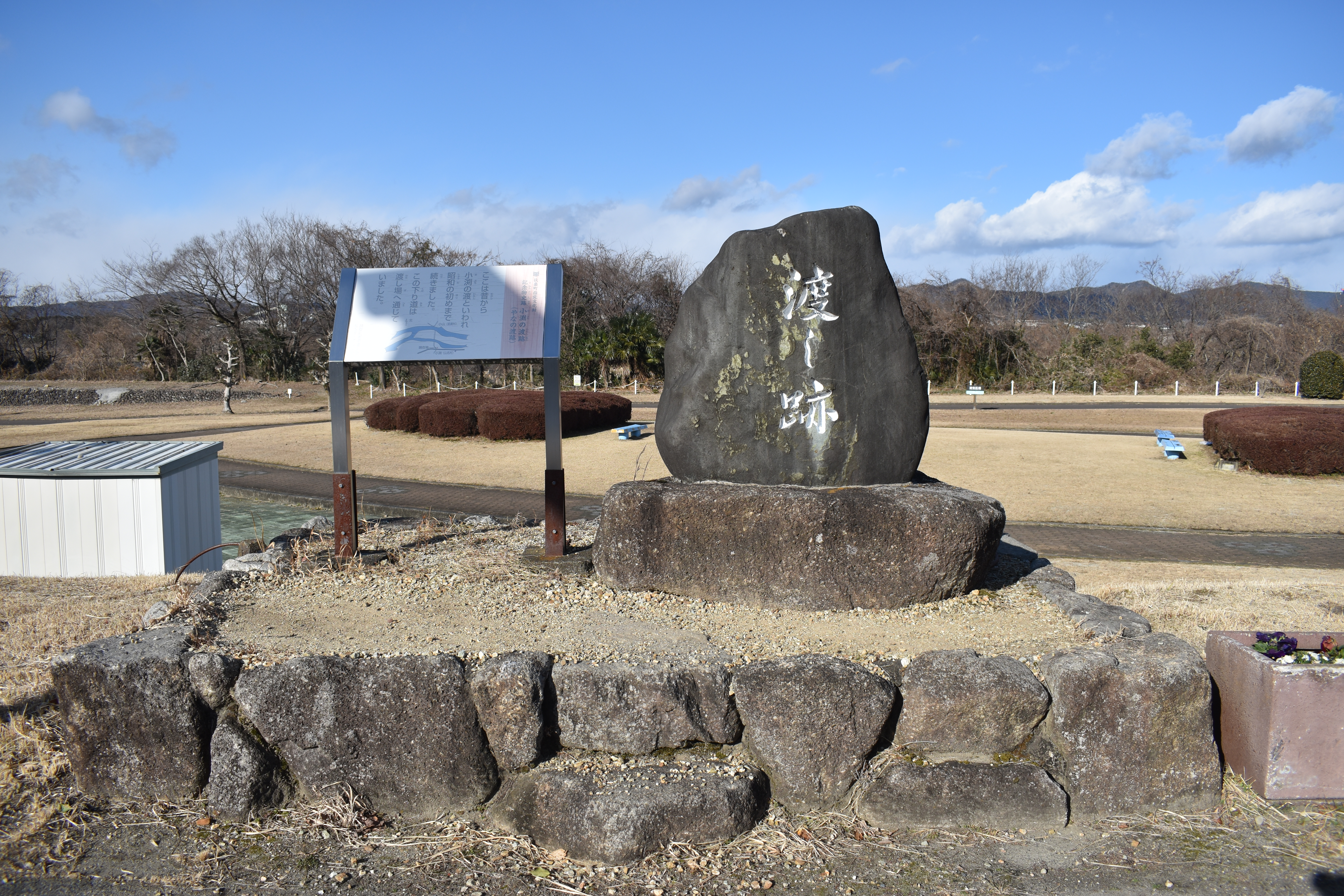
小淵の渡し跡。この石碑がある場所の下り道が渡し場に続いていた。

小淵の渡し（おぶちのわたし）はかつて尾張国にあった渡船場。扶桑町指定文化財。

## 歴史
尾張国と美濃国を大きく隔てていたものは木曽川（尾張川）であった。往古より九瀬の渡し（太炊、鵜沼、気瀬、摩免戸、板橋、食、薭島、市河前、墨俣）の一つに大豆途の渡しがあった。古くは承久の乱に「官軍尾張河沿岸に陣をしき賊軍に備えたり。云々。両軍大井戸、摩豆戸等に戦い官軍敗走す」（吾妻鏡）とあり、また江戸時代に「北山那から美濃の国前途村に至る」（尾張名所図絵）と記されているのが山名の渡しである。この渡場から北山那、南山名を通り、斎藤、柏森、大口町の余野を経て、小牧へ通ずる重要な道路があった。この道路は柏森で旧柳街道（岩倉街道）と交差している。
橋一つない尾張と美濃を結ぶ道路は渡船による以外に方法はなく、小淵の渡しとなって次第に人馬の往来がしげくなった。明治になって、『美濃国各務原近傍実測図』（明治14年）に渡し場とあり、1911年（明治44年）3月には岡田式渡船装置による渡船が許可されている。明治末期から大正にかけては、堤防上に茶店もできるほどであったが、この渡船場も時世の変化により、鉄道の発達、架橋の進展に伴い大正の末期に閉鎖された。さらに宮田用水の水路工事のために、渡船場は跡形もなくなり、わずか堤防からの「下り道」と高札が昔を物語っている。
1974年（昭和49年）8月、扶桑町文化財に指定された。